# Xương rồng đất
Xương rồng đất (danh pháp khoa học Opuntia stricta) là một loài thực vật có hoa trong họ Cactaceae. Loài này được (Haw.) Haw. mô tả khoa học đầu tiên năm 1812.

## Hình ảnh

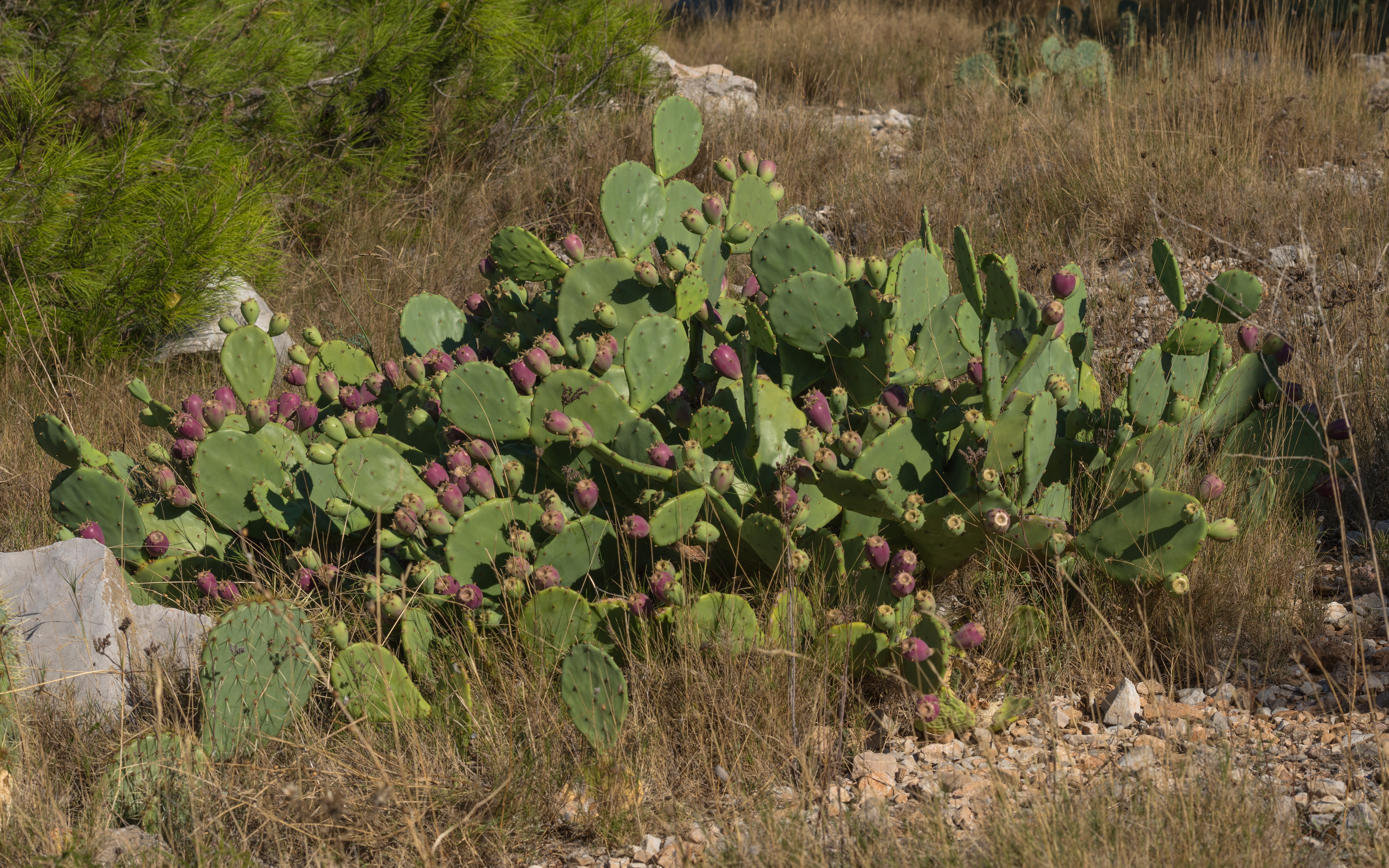
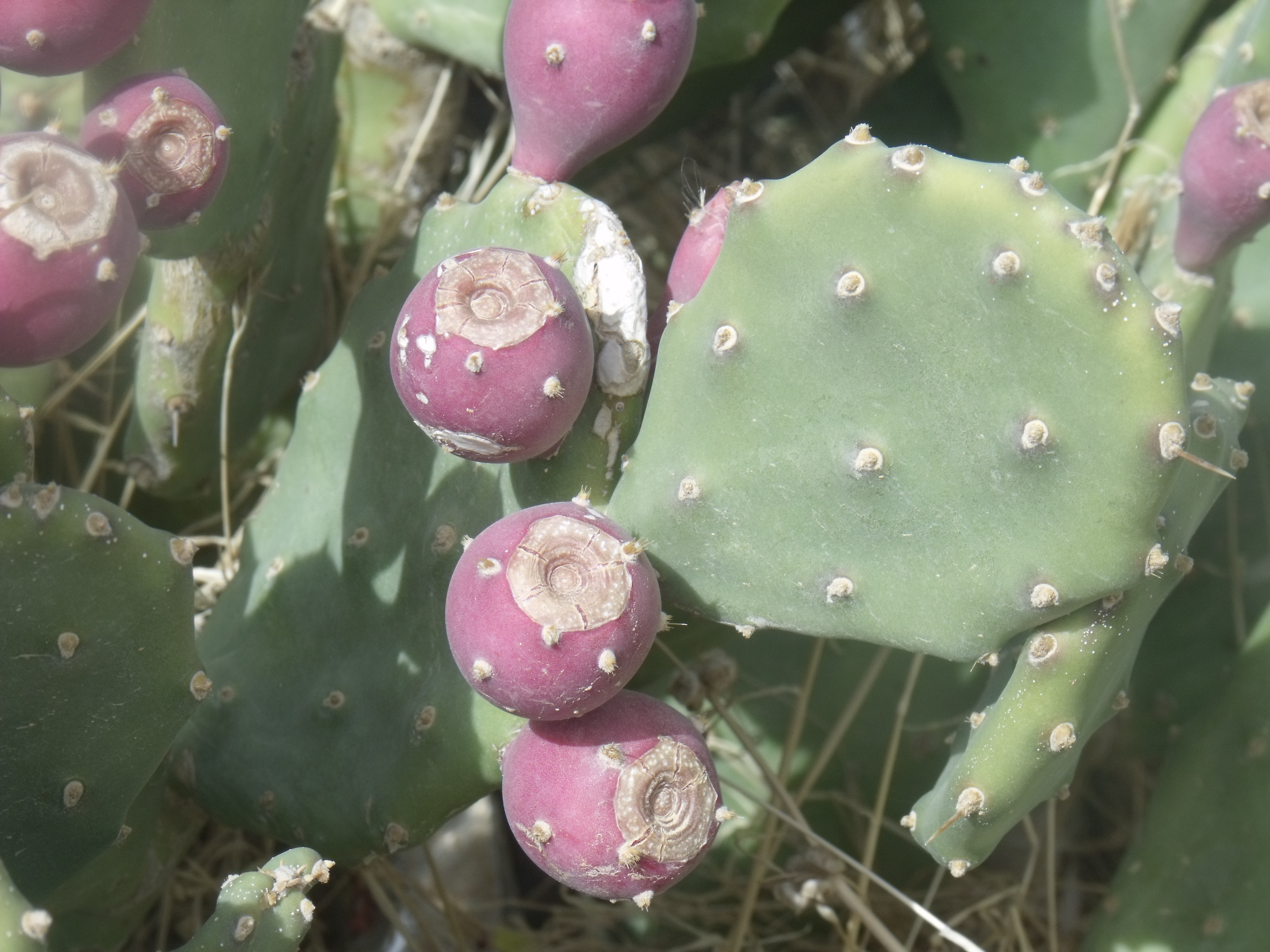
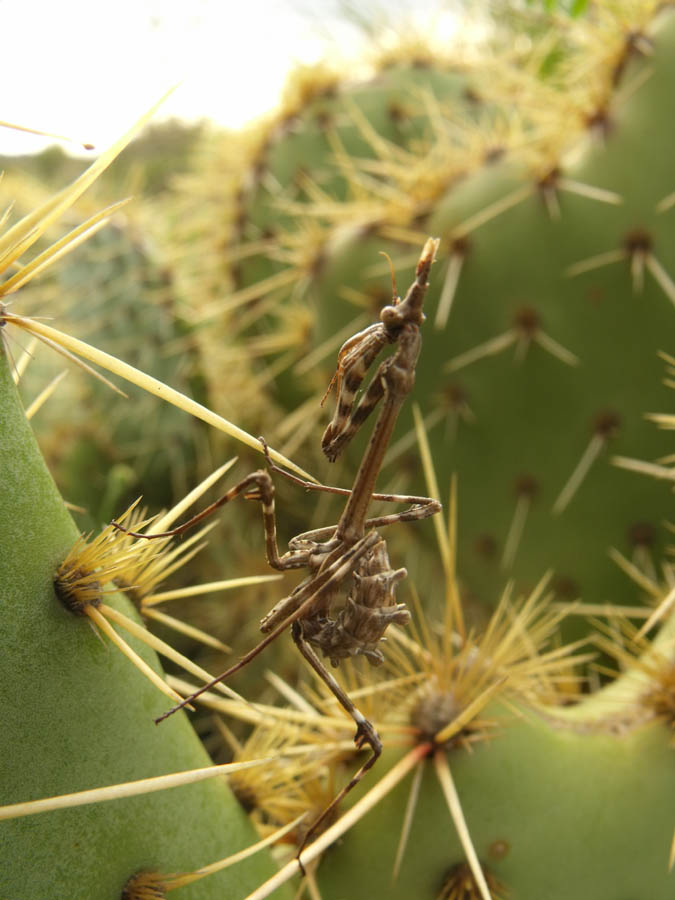